# Camponotus abrahami
Camponotus abrahami är en myrart som beskrevs av Auguste-Henri Forel 1913. Camponotus abrahami ingår i släktet hästmyror, och familjen myror. Inga underarter finns listade.